# Runenstein von Altuna

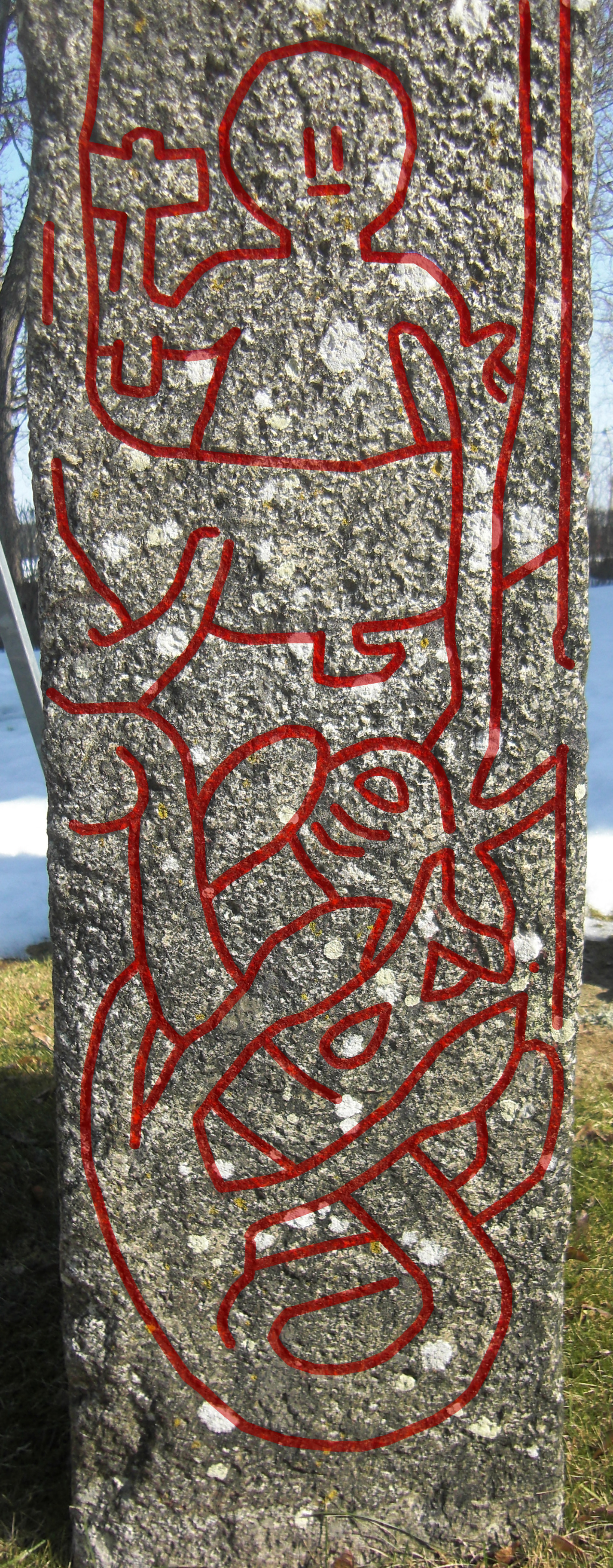
Thors Fischzug auf dem Runenstein von Altuna

Der Runenstein von Altuna (schwedisch Altunastenen, Rundata U 1161) ist ein Runenstein der Wikingerzeit (800–1050 n. Chr.), der in Altuna in der Provinz Uppland in Schweden steht. Es ist einer von wenigen Runensteinen mit einer Illustration aus der nordischen Mythologie, der erhalten blieb.

## Beschreibung
Der Runenstein von Altuna ist ein 1,95 m hoher Granitstein, der vom Heimatforscher K. A. Karlinder 1918 in der Wand einer Kapelle, in der Nähe seiner gegenwärtige Position, entdeckt wurde. Eine Seite des Altunasteines illustriert eine Legende, die im Hymiskviða, dem „Lied von Hymir“, in der Lieder-Edda steht. Die Illustration zeigt, wie der Gott Thor nach Jǫrmungandr, der Midgardschlange, angelt. Die Begegnung zwischen Thor und Jǫrmungandr scheint ein populäres Motiv in der skandinavischen Kunst gewesen zu sein. Der Bildstein in der Hørdum Kirke und das Gosforthkreuz sind ebenfalls mit dem Mythos zu verbinden.

## Inschrift
Die Inschrift verweist darauf, dass der Vater Holmfastr und sein Sohn Arnfastr, denen der Stein gewidmet ist, vielleicht einer Brandstiftung, einer in skandinavischen Fehden üblichen Methode, zum Opfer fielen. Arnfastr und sein Bruder Véfastr teilen das Element „fastr“ im Namen mit ihrem Vater Holmfastr. Das Wiederholen eines der Elemente vom Namen eines Elternteils im Namen der Kinder war eine im damaligen Skandinavien übliche Praxis, um die Familienverbindung anzuzeigen.
Die Inschrift wird als im Runenstil Pr3 geschnitzt klassifiziert, der auch als Urnes-Stil bekannt ist. Dieser Stil wird von schlanken und stilisierten Tieren charakterisiert, die in Mustern verwebt werden. Die Inschrift wird vom Runenmeister Balle unterzeichnet, der im südwestlichen Uppland und nördlichen Södermanland während der zweiten Hälfte des 11. Jahrhunderts aktiv war.
Die Lesung des Textes ist uneinheitlich:
- Seite A: Véfastr, Folkaðr, Guðvarr (?) ließen den Stein im Gedächtnis an ihren Vater Holmfastr, (und im Gedächtnis an) Arnfastr errichten.
- Seite B (Version 1): Sowohl Vater als auch Sohn wurden verbrannt, und Balli (und) Freysteinn, Lífsteinns Gefolgschaft, schnitzten.
Seite B (Version 2): Sowohl Vater als auch Sohn, wurden und Balli (und) Freysteinn (und) Lífsteinn verbrannt (geschnitzt?).